# سيفيتا (إيطاليا)
سيفيتا (إيطاليا) هي مدينة تل ومدينة في مقاطعة كوزنسا في منطقة كالابريا بجنوب إيطاليا . تواجه البحر الأيوني ، وهي جزء من حديقة بولينو الوطنية .
تأسست في القرن الخامس عشر من قبل اللاجئين الألبان من الغزو العثماني. Civitesi هم جزء من أقلية عرقية ( Arbëreshë ) معترف بها رسميًا من قبل القوانين الإيطالية.

## المعالم السياحية الرئيسية
- بونتي ديل ديافولو ( جسر الشيطان ).
- راجانيلو كانيونز.
- الكنيسة ذات الفسيفساء البيزنطية وأيقونة ثمينة.
- متحف Arbëreshë العرقي.

## مشاهير
- جينارو بلاكو

## روابط خارجية
- معرض الصور على موقع igougo.com